# Wolfgang Neff
Wolfgang Neff (8 de septiembre de 1875 – posterior a noviembre de 1936) fue un director cinematográfico de origen checo. Nacido en Praga, Austria-Hungría (actual República Checa), dirigió un total de 50 filmes entre 1920 y 1930. Falleció posterior a noviembre de 1936.

## Selección de su filmografía
- Nat Pinkerton im Kampf (1920)
- Die verschwundene Million (1921)